# Северна Суматра
Северна Суматра (инд. Sumatera Utara), једна је од 34 провинције Индонезије. Провинција се налази на острву Суматра на западу Индонезије. Покрива укупну површину од 72.981 км ² и има 12.982.204 становника (2010). 
Главни град провинције је град Медан.

## Демографија
Становништво чине: Батаци (42%), Јаванци (33%) и други. Присутне религије су ислам (65%), хришћанство (32%), те нешто будиста и хиндуиста.
| 1971.     | 1980.     | 1990.      | 1995.      | 2000.      | 2010.      |
| --------- | --------- | ---------- | ---------- | ---------- | ---------- |
| 6.621.831 | 8.360.894 | 10.256.027 | 11.114.667 | 11.649.655 | 12.982.204 |

## Галерија
- ,, Велика џамија" у Медану
- Поштанска марка са мотивом Северне Суматре